# Inquisitor (jeu vidéo)
Pour les articles homonymes, voir Inquisitor.
Inquisitor est un jeu de rôle développé par Cinemax, un développeur tchèque. Le jeu a été disponible uniquement en République tchèque le 9 novembre 2009, après plus de 9 ans de développement. Trois années supplémentaires ont été nécessaires pour traduire les 5 000 pages de texte du jeu en anglais. Le jeu est sorti en version anglaise le 5 septembre 2012 sur GOG.com et le 18 septembre 2012 sur Desura. Le 1er juin 2013, le jeu a reçu le feu vert pour arriver sur Steam après un vote de la communauté.

## Histoire
L'histoire d'Inquisitor se déroule dans le royaume fictif d'Utherst. Un royaume dans lequel des signes de la Prophétie de Saint Ezekiel ont commencé à apparaître, annonçant la fin du monde.
Le personnage du jeu est un Inquisitor qui est envoyé dans le village de Hillbrandt pour enquêter sur le meurtre d'un marchand.

## Système de jeu
Inquisitor se joue de la même manière que Baldur's Gate, c'est-à-dire que c'est jeu de rôle qui se joue en vue du dessus. Tout d'abord, le joueur choisit la classe de son personnage. Il a le choix entre prêtre, paladin ou voleur. Chaque classe offre la possibilité de monter les échelons respectivement dans la l’Inquisition, la Noblesse ou la Confrérie des justes. Le joueur voyage ensuite partout dans le monde, combattant les ennemis sur son chemin. Le joueur enquête aussi sur les crimes contre le Dieu et le roi en trouvant des preuves contre le suspect, après quoi il pourra être arrêté, torturé, et, après son jugement, brûlé sur le bûcher.
Le jeu a une durée de vie estimé à plus de 100 heures. Inquisitor contient plus de 200 armes, 80 sorts et 7 types de magie. Il y a plus de 90 types d'ennemis à combattre.

## Récompenses
- Meilleure Histoire/Écriture sur GameBanshee[4]
- Indie de l'Année 2012 sur RPG France[5]

## Accueil
Le jeu a reçu des notes allant de bonnes à excellentes. Il a reçu 9/10 sur RPG France et 3,5/5 sur Culture Underground.